# Филип фон Хахберг-Заузенберг
Филип фон Хахберг-Заузенберг (на немски: Philipp von Hachberg-Sausenberg, * 1454, † 9 септември 1503, Монпелие) е маркграф на Хахберг-Заузенберг (1487 – 1503) и граф на Нойенбург. От 1466 г. той се нарича господар на Баденвайлер.

## Биография
Син е на Рудолф IV (* 1454; † 1503) и Маргарета от Виен (* 1422; † 1458).
Филип се жени през 1476/1478 г. за Мария Савойска (1455 – 1511), дъщеря на херцог Амадей IX Савойски (1435 – 1472) и на Йоланда Френска (1434 – 1478), дъщеря на краля на Франция Шарл VII и съпругата му Мари д'Анжу. С Филип умира мъжката линия на Дом Хахберг-Заузенберг. Те имат дъщеря Йохана (* ок. 1485, † 1543), наследничка на Хахберг-Заузенберг. На 31 август 1490 г. Филип сключва договор за женитба на дъщеря си Йохана за Филип I фон Баден, син на маркграф Христоф I фон Баден, който не се изпълва заради политическото несъгласие на френския крал.
През 1493 г. Филип загубва заради тесните му връзки с френския двор Свободното графство Бургундия, но е направен от френския крал на гобернатор и велик сенешал на Прованс и Франция.
След смъртта му дъщеря му Йохана става графиня на Нойенбург и се омъжва през 1504 г. за Луи I дьо Орлеан-Лонгевил (1480 – 1516), който се нарича също marquis de Rothelin.